# Глизе 28
Глизе 28 (GJ 28), HD 3765 — одиночная звезда в созвездии Андромеды на расстоянии приблизительно 59 световых лет (около 17,9 парсек) от Солнца. Видимая звёздная величина звезды — +7,449m. Возраст звезды определён как около 4,94 млрд лет.
Вокруг звезды обращается, как минимум, одна планета.

## Характеристики
Глизе 28 — оранжевый карлик спектрального класса K0, или K2V. Масса — около 0,9 солнечной, радиус — около 0,86 солнечного, светимость — около 0,39 солнечной. Эффективная температура — около 4875 K.

## Планетная система
В 2021 году группой астрономов у звезды обнаружена планета HIP 3206 b.
В 2019 году учёными, анализирующими данные проектов HIPPARCOS и Gaia, у звезды обнаружена планета HIP 3206 c.